# Transylmania
Transylmania is een Amerikaanse filmkomedie en klucht uit 2009 die geregisseerd is door de broers David en Scott Hillenbrand. De film is een vervolg op Dorm Daze 2. Dit is de laatste film waarin David Steinsberg meespeelde; hij overleed in maart 2010.
Transylmania heeft de laagste opbrengst ooit tijdens een openingsweekend behaald waarbij de film in meer dan duizend bioscopen is vertoond, namelijk 263 941 dollar.

## Verhaal
Rusty (Oren Skoog) heeft een internet-relatie met Draguta (Irena A. Hoffman) uit Roemenië. Om bij haar te zijn overtuigt hij zijn vrienden om een semester te studeren aan de Razvan Universiteit. Op de heenweg horen ze het verhaal dat Vampier Radu (dubbelrol van Skoog) verliefd was op Stephania (Simon Petric) maar dat haar ziel in een muziekdoos is gestopt. Newmar (Tony Denman) probeert zijn vriendin Lynne (Jennifer Lyons) te verrassen door een muziekdoos te kopen. Als zij deze opent wordt haar persoonlijkheid overgenomen door Stephania.
Pete (Patrick Cavanaugh) en Wang (Paul H. Kim) proberen drugs het land in te smokkelen en betalen alles met spijkerbroeken. Tijdens het jagen komen ze Cliff (James DeBello) tegen die zich voordoet als vampierjager om indruk te maken op meisjes. Vampierjager Teodora Van Sloan (Musetta Vander) is bezig om vampier Radu te vermoorden die weer tot leven is gekomen.
Schoolhoofd Floca (David Steinsberg) is bezig om meisjes uit de buurt te ontvoeren om ze te gebruiken voor een nieuw lichaam voor zijn dochter Draguta. Hij heeft Lia Natalie Garza ontvoerd en haar ontdaan van haar lichaam. Haar hoofd blijft leven en ze probeert om samen met haar tweelingzus Danni Nicole Garza), Pete en Wang om haar lichaam weer terug te krijgen.

## Rolverdeling
- Oren Skoog als Rusty en Radu
- Patrick Casey als Mike
- Jennifer Lyons als Lynne
- Tony Denman als Newmar
- Patrick Cavanaugh als Pete
- Paul H. Kim als Wang
- David Steinsberg als Schoolhoofd Floca
- Natalie Garza als Lia
- Nicole Garza als Danni
- Musetta Vander als Teodora Van Sloan
- James DeBello als Cliff
- Irena A. Hoffman als Draguta Floca
- Simon Petric als Stephania